# جائزة كتالونيا الكبرى للدراجات النارية 2004
جائزة كتالونيا الكبرى للدراجات النارية 2004 هو سباق دراجات نارية أقيم بتاريخ 13 يونيو 2004 في حلبة دي كاتلونيا. كان الجولة الخامسة من أصل 16 في سباق الجائزة الكبرى للدراجات النارية موسم 2004. فاز الإيطالي فالنتينو روسي بفئة الموتو جي بي بينما جاء الإسباني سيت جيبيرنو في المركز الثاني وحصل على المركز الثالث الإيطالي ماركو ميلاندري.

## وصلات خارجية
- الموقع الرسمي